# Johan Lilliehöök (1834–1918)
Johan (John) Fredrik Lilliehöök, född den 19 november 1834 på Känsö i Göteborgs södra skärgård (Styrsö socken), död den 20 augusti 1918 i Stockholm, var en svensk militär och skriftställare. Han var son till konteramiralen Johan Lilliehöök och Maria Fredrika af Funck.

## Biografi
Efter avslutad kurs vid Karlberg och avlagd officersexamen, utnämndes Lilliehöök 1852 till underlöjtnant vid Västgöta-Dals regemente. Efter att han under den följande tiden genomgått Gymnastiska centralinstitutet i Stockholm, ingick han 1858 i fransk tjänst och fick anställning vid franska arméns andra zuavregemente i Algeriet. I april året därpå följde han samma regemente till Italien för att deltaga i det nyss utbrutna kriget mot Österrike. Under den blodiga stormningen av Magenta lyckades Lilliehöök med sina zuaver tränga in i byn, där han mitt under striden tillfångatog en avdelning tyrolerjägare och förde dem fångna till de franska reservtrupperna. För detta välförhållande blev han av Mac Mahon prydd med hederslegionens kors. Under juni månad samma år deltog han i bataljerna vid Marignano och Solferino, varefter regementet erhöll order att återvända till Afrika. Här deltog han från september till december 1859 i expeditionen till Marocko och bevistade striderna mot kabylerna vid Kis och Col de Taffouval, varefter han det följande året följde regementet på expeditionen mot östra Kabylien.
År 1860 återkom Lilliehöök till Sverige och utnämndes två år senare till förste löjtnant, blev 1872 kapten vid Västgöta-Dals samt 1875 major vid Närkes regemente, vid vilket han 1878 avancerade till överstelöjtnant och 1882 till överste och chef. Denna post hade han till 1893, då regementet slogs samman med Livregementets grenadjärkår. I det sammanslagna regementet var Lilliehöök sekundchef till 1897, då han avgick ur aktiv krigstjänst och samtidigt utnämndes till generalmajor i armén. År 1864 företog Lilliehöök som nygift en resa till södra Europa och Afrika, där han deltog i ett nytt krigsföretag mot de upproriska kabylstammarna Flittas, samt bevistade flera skärmytslingar och striderna vid Dar-Sidi-Ben-Abdallah den 4 och 5 juni 1864. Många år var han bosatt på sitt gods Körtingsberg i Närke.
Krigsminnena från sina ungdomsår skildrade Lilliehöök i sina arbeten Tvenne år bland zouaverna 1861 och Två reseskisser 1867. Han skrev dessutom Bazaine fäld eller frikänd 1873, samt en del artiklar i Krigsvetenskapsakademiens tidskrift med mera.
Lilliehöök, som sedan 1891 var ledamot av Krigsvetenskapsakademien, representerade Strängnäs stifts lekmän vid 1898 och 1903 års kyrkomöten, där han tillhörde den mer toleranta och moderata fraktionen. År 1903 blev han riddare av Carl XIII:s orden.
Lilliehöök var gift först från 1864 med Gerda Virginia Wijk (1844–1881), dotter till Olof Wijk den äldre i släkten Wijk, och i andra äktenskapet från 1891 med Elin Carolina Matilda Caspersson (1862–1935). Han var morfar till Sven Hedengren.

## Barn (i urval)
Med Gerda Virginia Wijk:
- Johan Lilliehöök, född 24 september 1865, död 1 augusti 1949
- Elsa Lilliehöök, född 26 januari 1877, död 17 oktober 1951, gift med Axel Wallenberg.

Barn föddes i båda äktenskapen.
Johan Lilliehöök ligger begravd på Viby kyrkogård.

## Utmärkelser

### Svenska utmärkelser
- Kommendör av första klass Svärdsorden, 1 december 1889.[1]
- Riddare av Svärdsorden, 15 maj 1876.[1]
- Riddare av Carl XIII:s orden, 28 januari 1903.[1]
- För tapperhet i fält i guld, 23 oktober 1860.[1]

### Utländska utmärkelser
- Kommendör av 1.graden Danska Dannebrogorden, 24 april 1894.[1]
- Officer av Franska Hederslegionen, 1886.[1]
- Riddare av Franska Hederslegionen, 4 juni 1859.[1]
- Riddare av Italienska Sankt Mauritius- och Lazarusorden, 1860.[1]
- Riddare av Norska Sankt Olavs orden, 9 september 1862.[1]
- Riddare av tredje klassen av Ryska Sankt Annas orden, 1865.[1]
- Fjärde klassen av Tunisiska orden Nischan el Iftikhar, 25 juli 1865.[1]